# 伊波普猷
伊波普猷（1876年3月15日—1947年8月13日），唐名魚培元，是日本沖繩民俗學家，沖繩學的奠基人，被後世稱為「沖繩學之父」。
伊波普猷於1876年出生於琉球國那霸西村（現在那霸市西），漢姓魚，父親為魚永壽（伊波普濟）。他是家中的長子。1879年，琉球國被日本合併。1891年，伊波普猷入學沖繩縣尋常中學校（今沖繩縣立首里高等學校）。1895年因與漢那憲和等人參與該校的罷課事件而被開除。1896年入學明治義會中學，翌年肄業。
1900年，伊波普猷入學第三高等學校（今京都大學的前身）。1903年卒業後，入學於東京帝國大學，專攻語言學。在帝大，伊波與橋本進吉、小倉進平、金田一京助一起師從新村出。1906年歸鄉之後，出任沖繩縣立圖書館館長，盡力收集沖繩研究的相關資料。此時，歷史學家比嘉春潮等人正在學習世界語，研究聖經。在比嘉春潮等人的影響下，伊波的學問領域開始擴大，關於沖繩的研究領域擴展到語言學、民俗學、文化人類學、宗教學等多個方面。伊波對琉歌大集《おもろさうし》研究頗深，並於1911年出版了《古琉球》一書，從此創立了一門新的科學——沖繩學，伊波因此被後世稱為「沖繩學之父」。
伊波普猷在研究琉球的同時也研究日本，對琉球族的形成進行研究，支持「日琉同祖論」。伊波與日本民俗學家柳田國男和折口信夫、人類學家鳥居龍藏、思想家兼經濟學家河上肇結為摯友。1947年，伊波普猷病死於比嘉春潮的宅中，享年71歲。葬於浦添市，其友人東恩納寬惇在浦添城遺址附近為其建立顯彰碑。

## 相關人物
- 東恩納寬惇
- 比嘉春潮
- 田島利三郎
- 當間重鎮
- 真境名安興
- 橋本進吉
- 小倉進平
- 金城朝永
- 仲原善忠
- 金田一京助
- 新村出
- 南方熊楠
- 柳田國男
- 折口信夫
- 鳥居龍藏
- 河上肇
- 仲宗根政善
- 服部四郎
- 外間守善
- 佐佐木信綱
- 島袋源一郎
- 我那霸朝義
- 漢那憲和

## 外部連結
- （日語）（繁體中文）伊波普猷文庫目錄 （页面存档备份，存于）
- （日語）沖繩學研究所
- （日語）
- （日語）仲宗根政善言語資料（页面存档备份，存于）
- （日語）
- （日語）http://www.aozora.gr.jp/index_pages/person232.html （页面存档备份，存于）（青空文庫）
- （英文） BIOGRAPHIES - The Encyclopedia of Language and Linguistics Electronic Index